# Oreña
Oreña es un localidad costera del municipio de Alfoz de Lloredo (Cantabria, España). Está dividida en 10 barrios distanciados unos de otros, lo que supone una baja densidad de población. Los barrios son los siguientes: Viallán, Bárcena, Torriente, San Roque, Padruno, Perelada, El Valle, Espinaleo, Caborredondo y Carrastrada. Posee unos 4 kilómetros de costa compuesta por acantilados sin playas. Oreña está a una distancia de 4 kilómetros de la capital municipal, Novales, y a 32 kilómetros de Santander. En el año 2013, la localidad contaba con una población de 903 habitantes (INE).

## Lugares de interés

### Edificaciones

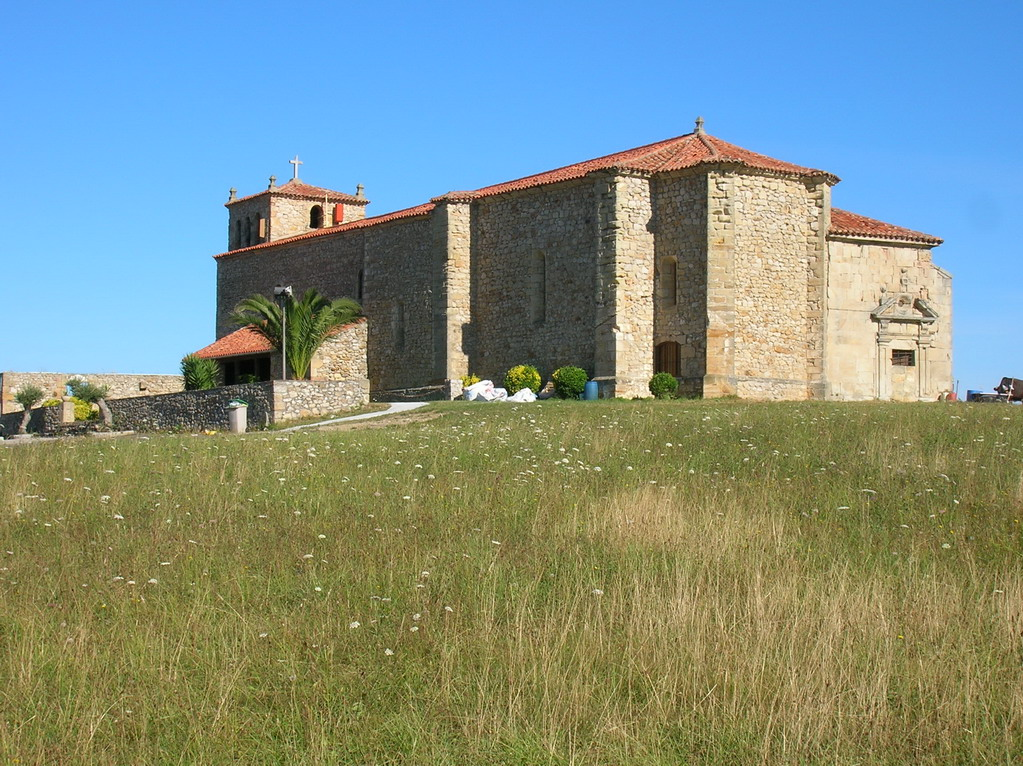
Iglesia de San Pedro de Oreña.

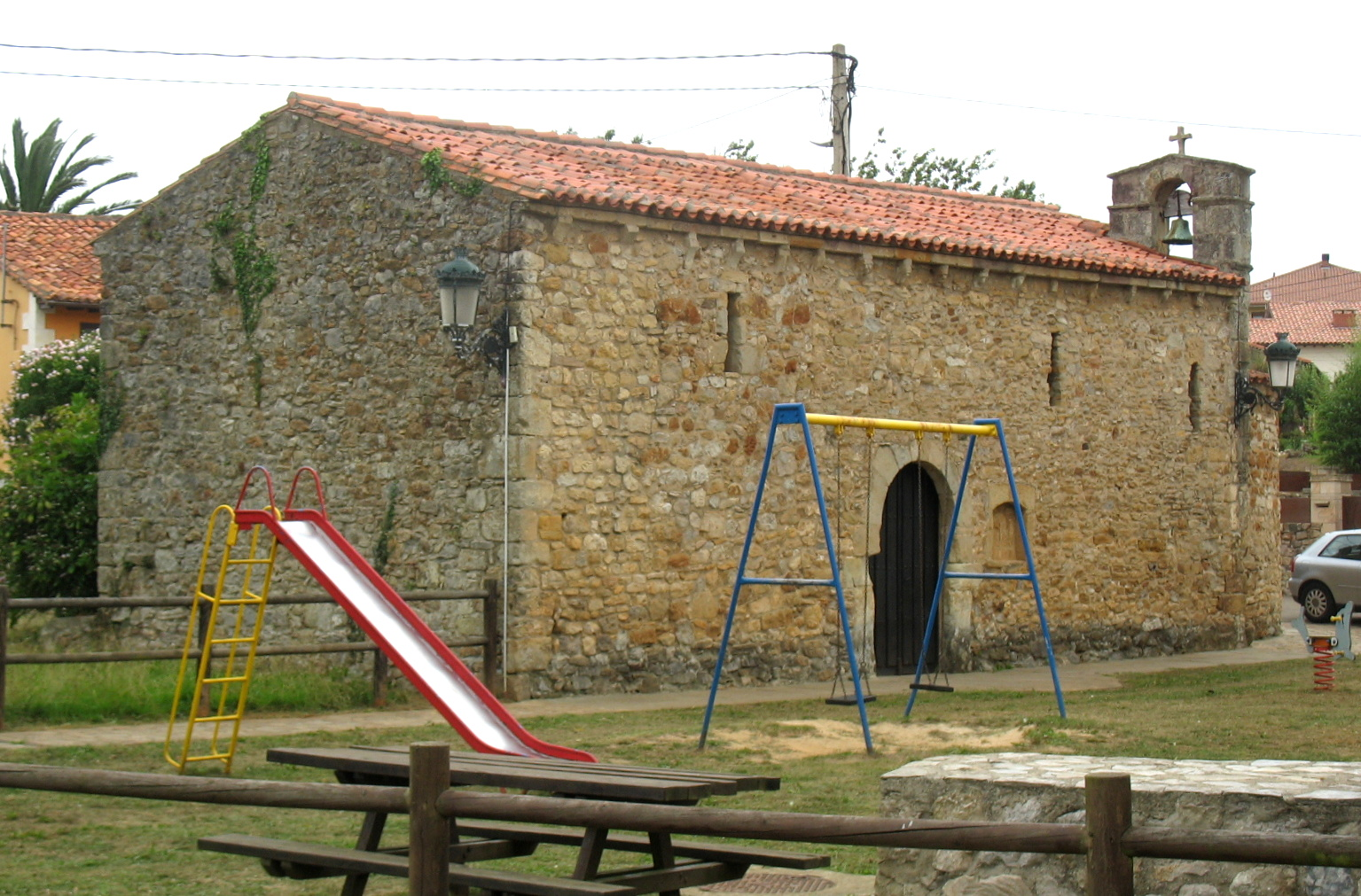
Ermita de San Bartolomé (Caborredondo)

- Casa de Calderón del año 1730, está situada cerca del barrio de Perelada, a la derecha del río.
- Casa Torre de Quintana fue habitada por muchos nobles ilustres, tales como Pedro González de Barreda y Barreda Bracho entre otros. Estos últimos, fueron condenados por ruido y pendencia contra Juan Calderón Guevara siendo la pena de seis años de destierro y teniendo que desembolsar 600 maravedíes.
- Ermita de Nuestra Señora de Guía (Virgen de Candelaria), está situada en el camino que va desde Viallán a Bárcena y Puerto Calderón.
- Ermita de San Bartolomé, del siglo IX o X, está situada en el barrio de Caborredondo. Durante su restauración se encontraron cerámicas medievales con estriado y pintura, datadas entre los años 1003 y 1111.
- Ermita de San Tito, del año 1031, está situada en el barrio de Viallán. www.santito.es "Santos hay muchos, pero San Tito solo hay uno"
- Ermita del Sagrado Corazón, del año 1925.
- Iglesia de San Pedro, del siglo XVI, está situada en el centro del pueblo.

### Naturaleza
- Cueva de Cualventi: Situada en el barrio de Perelada, fue descubierta en el siglo XIX y fue publicada en 1877 con el nombre de Cueva de Oreña o Royales por Augusto González de Linares y J. Calderón. Las primeras excavaciones se realizaron en el año 1976. En aquella y sucesivas campañas arqueológicas se ido descubriendo restos que van desde la Prehistoria (evidencias de concheros y restos cerámicos del bronce) a la Edad Media. Entre los hallazgos más llamativos se cuenta un bastón de mando decorado con el perfil de un ciervo así como diversos testimonios de arte paleolítico. En 1985 fue declarada como Bien de Interés Cultural.
- Acantilados de Oreña.
- Puerto Calderón.

## Tradiciones
En Oreña hay el dicho popular: Si oyes la cuevona de Oreña unce los "bueys" y vete a por leña.
Al sonar las cuevas quiere decir que la mar está mala y por lo tanto que hará mal tiempo. Esto es debido a la considerable cantidad de cuevas en la costa que con el impacto de las olas generan fuertes estruendos pudiéndose escuchar desde muy lejos.